# Lucario
Lucario (ルカリオ, Rukario?) is een van de honderden verschillende Pokémonwezens die zijn verzonnen door Satoshi Tajiri. Het hoofddoel van Lucario in de spellen, strips en tekenfilms is om zoveel mogelijk te vechten met andere Pokémon.
Zijn naam schijnt een soort anagram te zijn van het Engelse woord oracle (orakel). De naam kan ook zijn afgeleid van het Latijnse woord 'Lupus', wat wolf betekent. Lucario heeft het uiterlijk van een wolf die lijkt op de oude Egyptische heilige Anubis.
Velen dachten dat Lucario een legendarische Pokémon was voordat Pokémon Diamond & Pearl uitkwam, vanwege zijn mysterieuze rol in de film Pokémon: Lucario and the Mystery of Mew en doordat hij kan praten door zijn telepatische krachten. Ook kan hij de krachtige aanval Aura Sphere leren (die ook kan worden aangeleerd aan legendrische Pokémon als Giratina, Mew, Mewtwo, Dialga en Palkia) en heeft hij dezelfde lichaamsbouw als de legendarische Pokémon Mewtwo. Ook kan hij gekozen worden als speelbaar karakter in Super Smash Bros. Brawl, Super Smash Bros. voor 3DS en Wii U en Super Smash Bros. Ultimate.

## Ruilkaartenspel
Er bestaan tien standaard-Lucariokaarten: negen met het type Fighting als element (waarvan er twee enkel in Japan uitgebracht zijn) en één met het type Metal. Verder bestaan er nog: vijf Aura's Lucariokaarten (alle vijf enkel in Japan), één Aura's Lucario-ex-kaart (ook enkel in Japan) en één Folklore's Lucario-ex-kaart (idem). De zeven voorgaande hebben allemaal het type Metal als element. Ook bestaat er nog één Wave-Guiding Hero Lucariokaart (enkel in Japan), een Lucario LV.X-kaart, een Lucario GL-kaart en een Lucario C-kaart. Deze hebben allemaal het type Fighting als element.

### Lucario (Diamond & Pearl 6)
Lucario (Japans: ルカリオ Lucario) is een Fighting-type Stadium 1-kaart. Het maakt deel uit van de Diamond & Peal-expansie. Hij heeft een HP van 90 en kent de aanvallen Feint en Aura Sphere. Beide aanvallen kan Lucario in de spellen leren. Feint op level 15, Aura Sphere op level 51, terwijl de Lucario op deze kaart maar van level 30 is.

## Evolutieketen
Riolu → Lucario→Mega Lucario